# سه مرد کوچک در جنگل
سه مرد کوچک در جنگل یا سه کوتوله کوچک در جنگل (به آلمانی: Die drei Männlein im Walde) یک افسانه آلمانی است که در سال ۱۸۱۳ توسط برادران گریم در کتاب قصه‌های برادران گریم گردآوری شد. اندرو لانگ آن را در مجموعه کتاب‌های پریان لانگ (۱۸۹۰) با عنوان «سه کوتوله» گنجاند و نسخه ای از داستان در کتابی از کوتوله‌ها (۱۹۶۴) توسط روت منینگ ساندرز ظاهر می‌شود. این داستان در دسته‌بندی آرنه–تامپسون–اوتر از نوع ۴۰۳بی است.
این داستان توسط برادران گریم در اولین جلد قصه‌های برادران گریم در سال ۱۸۱۲ منتشر شد. منبع آنها دوست و همسر آینده ویلهلم گریم، دورچن وایلد (۱۷۹۵–۱۸۶۷) بود. نسخه دوم با مطالب ارائه شده توسط داستان گوی دورثیا ویمان و توسط «آمالی هاسنفلوگ» گسترش یافت.

## داستان
دو دختر هستند که مادر یکی فوت کرده و پدر دیگری فوت کرده است. مادر به دختر مرد می‌گوید که می‌خواهد با پدرش ازدواج کند، سپس او می‌تواند با شیرش خود را بشوید و هر روز صبح شراب بنوشد. دختر خودش باید با آب بشوید و آب بخورد. پدر تعجب می‌کند که چه کار کند، ازدواج در عین حال لذت و عذاب است. او به دخترش اجازه می‌دهد تا چکمه‌اش را با سوراخی در کف آن، به میخ بزرگی در اتاق زیر شیروانی آویزان کند، پس از آن دختر باید آن را با آب پر کند. اگر آب در چکمه بماند زن دیگری می‌گیرد وگرنه نمی‌گیرد. اما چکمه پر می‌ماند و نزد بیوه می‌رود و از او می‌خواهد که با او ازدواج کند.
صبح روز بعد دختر مرد می‌تواند خود را با شیر بشوید و شراب بخورد، دختر زن آب می‌گیرد. روز بعد به هر دو دختر آب داده می‌شود و روز بعد برای دختر زن شیر و شراب آماده است و برای دختر مرد آب آماده است و پس می‌ماند. زن دشمن اصلی دخترخوانده اش می‌شود و حسادت هم می‌کند، زیرا دختری دوست داشتنی و زیباست در حالی که دختر خودش منزجر کننده و زشت است. او برای دخترخوانده اش لباس کاغذی درست می‌کند و او را برای چیدن توت فرنگی به جنگل می‌فرستد. دختر تعجب می‌کند که آیا توت فرنگی در زمستان رشد می‌کند؟ فقط یک تکه نان سفت به او می‌دهند و سپس به داخل برف می‌فرستند.
دختر سبدی برمی‌دارد و لباس کاغذی را می‌پوشد، در جنگل خانه کوچکی را می‌بیند که در آن سه اجنه به او نگاه می‌کنند. او به آنها سلام می‌کند و متواضعانه در را می‌زند و پس از آن او را به داخل می‌گذارند و می‌تواند صبحانه اش را بخورد. مردها می‌پرسند آیا آنها هم می‌توانند چیزی بخورند و او لقمه نان را از وسط می‌شکند و نصف می‌کند. مردها از او می‌پرسند که در سرما با لباس کاغذی چه می‌کند و یک جارو به دختر می‌دهند که با آن بتواند برف‌های در پشتی را جارو کند. وقتی دختر بیرون است، مردها تعجب می‌کنند که برای رفتار خوبش چه چیزی می‌توانند به او بدهند. نر اول به او اعطا می‌کند که هر روز زیباتر می‌شود، دوم اینکه با هر حرفی که می‌زند تکه‌های طلا از دهانش می‌ریزد و سومی به او اجازه می‌دهد که پادشاهی بیاید و او را به همسری بگیرد.
دختر با جارو برف‌ها را می‌برد و تمام توت فرنگی‌های قرمز تیره رسیده را پیدا می‌کند. با مردها دست می‌دهد و به خانه می‌دود و وقتی برای نامادریش عصر خوبی را آرزو می‌کند، یک تکه طلا از دهانش می‌افتد. خواهر ناتنی او حسادت می‌کند و می‌خواهد به جنگل برود، اما مادرش می‌ترسد که یخ بزند و بمیرد. او پس از اصرار زیاد برای دخترش پالتوی خز می‌سازد و نان و کیک راه را به او می‌دهد. دختر به خانه می‌آید و به مردها سلام نمی‌کند، پا می‌زند و کنار شومینه می‌نشیند تا نان و کیک خود را بخورد. نرها از او می‌پرسند که آیا آنها هم می‌توانند چیزی بخورند، اما او قبول نمی‌کند و می‌گوید که خودش به اندازه کافی نیست. به او جارو می‌دهند اما حاضر نیست برف‌ها را جارو کند چون خدمتکار نیست و وقتی متوجه می‌شود که هدیه ای دریافت نمی‌کند، بیرون می‌رود.
نرها از خود می‌پرسند که به دختر حسود چه بدهند و اولی تصمیم می‌گیرد هر روز او را زشت‌تر کند، دومی با هر حرفی وزغی را از دهانش بیرون می‌پرد و سومی مرگ بدی به او می‌دهد. دختر به دنبال توت فرنگی می‌گردد و وقتی چیزی پیدا نمی‌کند به سراغ مادرش می‌رود. وقتی می‌خواهد بگوید چه اتفاقی افتاده، یک وزغ از دهانش بیرون می‌زند. زن عصبانی می‌شود و می‌بیند که دختر ناتنی اش هر روز زیباتر می‌شود، کاموا را در دیگ می‌جوشاند و روی شانه دختر بیچاره می‌آویزد. او همچنین یک تبر می‌دهد و دختر باید با آن یک سوراخ در رودخانه یخ زده را بشکند تا نخ را بشویید. کالسکه ای می‌گذرد و پادشاه دختر را می‌بیند و می‌پرسد که آیا می‌خواهد با او سوار شود؟ جشن عروسی در قصر برگزار می‌شود و پس از یک سال ملکه پسری به دنیا می‌آورد
نامادری به قصر می‌رود و وانمود می‌کند که برای زایمان است، اما سر ملکه را می‌گیرد و او را به رودخانه می‌اندازد. دختر زشت‌روی تخت دراز می‌کشد و پتو را روی سرش می‌کشد و وقتی شاه داخل می‌شود، نامادری او را بدرقه می‌کند. روز بعد می‌خواهد با همسرش صحبت کند، اما با هر کلمه وزغی از دهانش می‌پرد. در آن شب، رفیق سرآشپز، اردکی را می‌بیند که در حال شنا در ناودان است و می‌پرسد که آیا پادشاه بیدار است یا خواب؟ اردک همچنین می‌پرسد که مهمانان چه کار می‌کنند و آیا فرزندش خوابیده است یا خیر، پس از آن او شکل انسانی خود را به خود می‌گیرد و به طبقه بالا می‌رود تا به کودک نوشیدنی بدهد. این اتفاق برای سه شب رخ می‌دهد، سپس اردک به آشپز می‌گوید که به پادشاه بگوید شمشیر خود را بردارید و در آستانه سه بار روی او تکان دهید.
وقتی پادشاه این کار را می‌کند، اردک به همسر زیبایش تبدیل می‌شود. او را در اتاقی مخفی نگه می‌دارد تا اینکه یکشنبه فرا می‌رسد که در آن کودک غسل تعمید می‌گیرد. پس از غسل تعمید می‌پرسد که کسی که شخص دیگری را از رختخواب بلند می‌کند و در آب می‌اندازد، چه سزاوار است؟ پیرزن می‌گوید باید فرد را در بشکه ای پر از میخ گذاشت و از کوه به آب غلتید. پادشاه می‌گوید که او قضاوت خود را کرده است و برای بشکه می‌فرستد. زن و دخترش را در آن می‌گذارد و بعد از آن از کوه پایین می‌غلتند تا در آب می‌افتند.